# Amblygobius nocturnus
Amblygobius nocturnus és una espècie de peix de la família dels gòbids i de l'ordre dels perciformes.

## Morfologia
Els mascles poden assolir els 10 cm de longitud total.

## Distribució geogràfica
Es troba a les Maldives, el Mar Roig, el Golf Pèrsic, i des de les Filipines fins a les Tuamotu, el sud de la Gran Barrera de Corall, Guam i Kapingamarangi (Micronèsia).